# 108097 Satcher
108097 Satcher è un asteroide della fascia principale. Scoperto nel 2001, presenta un'orbita caratterizzata da un semiasse maggiore pari a 2,7694939 au e da un'eccentricità di 0,1569996, inclinata di 5,44737° rispetto all'eclittica.